# The Drug in Me Is You
| Recensione | Giudizio |
| ---------- | -------- |
| AllMusic   |          |

The Drug in Me Is You è l'album d'esordio del gruppo musicale statunitense Falling in Reverse, pubblicato il 26 luglio 2011.

## Tracce
1. Raised by Wolves – 3:22
2. Tragic Magic – 4:06
3. The Drug in Me Is You – 3:39
4. I'm Not a Vampire – 3:51
5. Good Girls Bad Guys – 3:15
6. Pick Up the Phone – 4:37
7. Don't Mess With Ouija Boards – 4:55
8. Sink or Swim – 4:45
9. Caught Like a Fly – 4:36
10. Goodbye Graceful – 4:47
11. The Westerner – 3:51

## Formazione
- Ronnie Radke - voce
- Derek Jones - chitarra
- Jacky Vincent - chitarra
- Ryan Seaman - batteria
- Mika Horiuchi - basso

## Classifiche
| Classifica                | Posizione migliore |
| ------------------------- | ------------------ |
| Australia                 | 21                 |
| Canada                    | 60                 |
| Regno Unito               | 125                |
| Regno Unito (rock)        | 4                  |
| Regno Unito (indie)       | 17                 |
| Stati Uniti               | 19                 |
| Stati Uniti (alternative) | 3                  |
| Stati Uniti (digital)     | 12                 |
| Stati Uniti (hard rock)   | 2                  |
| Stati Uniti (independent) | 4                  |
| Stati Uniti (rock)        | 3                  |